# Fairchildova letecká základna
Fairchildova letecká základna (anglicky Fairchild Air Force Base; kód IATA je SKA, kód ICAO KSKA, kód FAA LID SKA) je vojenská letecká základna letectva Spojených států amerických nacházející se šestnáct kilometrů jihozápadně od města Spokane ve státě Washington. Je domovskou základnou 92. tankovacího křídla (92d Air Refueling Wing; 92 ARW), které podléhá velení Velitelství vzdušné přepravy (Air Mobility Command). Hlavním úkolem tohoto křídla je zajišťovat doplňování paliva za letu a také provádět přepravu osob a rozličného vojenského materiálu.
Základna Fairchild byla uvedena do provozu v roce 1942, tehdy ještě pod názvem „Spokane Air Depot“. Později byla pojmenována na počest Muira S. Fairchilda, leteckého veterána první světové války.